# Benoît Fleury (luthier)
Pour les articles homonymes, voir Fleury.
Benoist Fleury (1719-1792) est un luthier parisien du XVIIIe siècle.
Il a été apprenti et collaborateur de Louis Guersan, puis de 1744 à 1792 a eu son propre atelier rue des Boucheries-Saint-Germain.
Très habile, il fut maître juré comptable de la corporation des faiseurs d'instruments de musique en 1755. On a des instruments de lui qui se voient au Conservatoire de musique de Paris, tels deux altos (datés de 1770 et 1771), une contrebasse (datée de 1767), un violon (daté de 1775), un violoncelle (non daté), une basse de viole (datée de 1759) et une guitare (datée de 1766). Il fit également des vielles très appréciées. L'inventaire de Bruni cite deux de ses instruments à la saisie de l'émigré (juif) Thelis (datée de 1775), et à celle du comte de Löwendal.